# Liste der Naturdenkmale im Landkreis Reutlingen

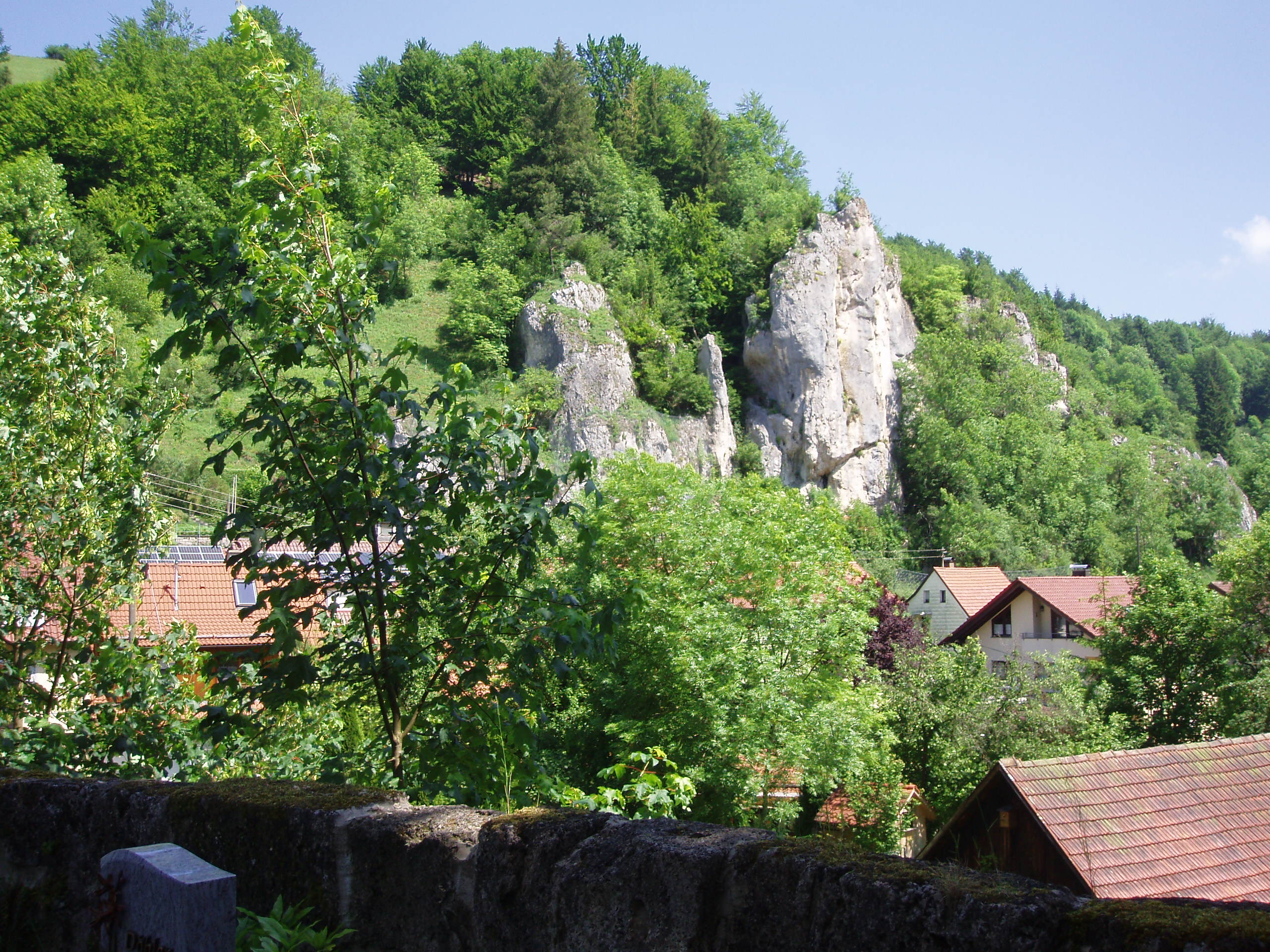
Naturdenkmal „Seeburger Nägelesfels“ in Bad Urach

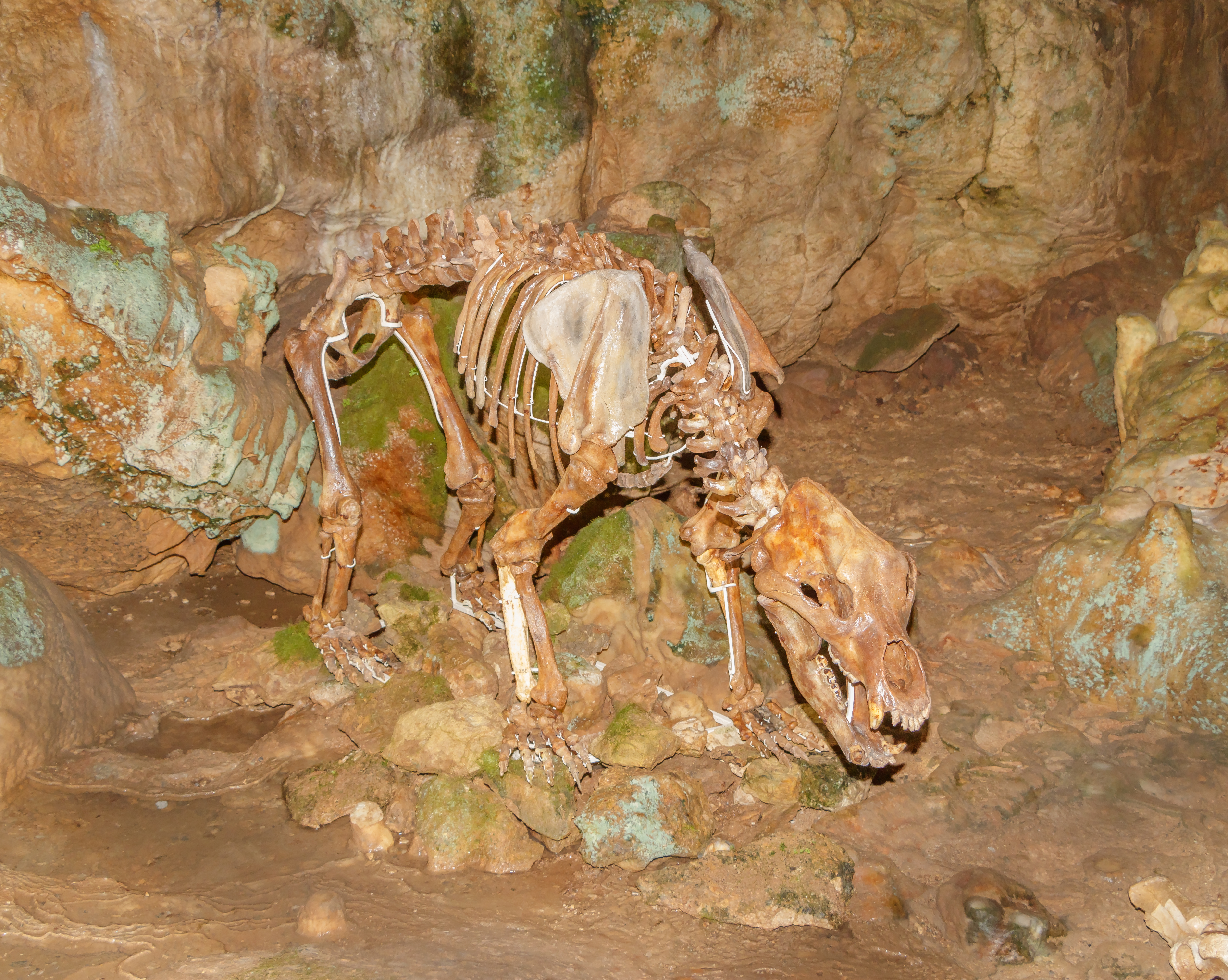
Naturdenkmal „Bärenhöhle“ in Sonnenbühl

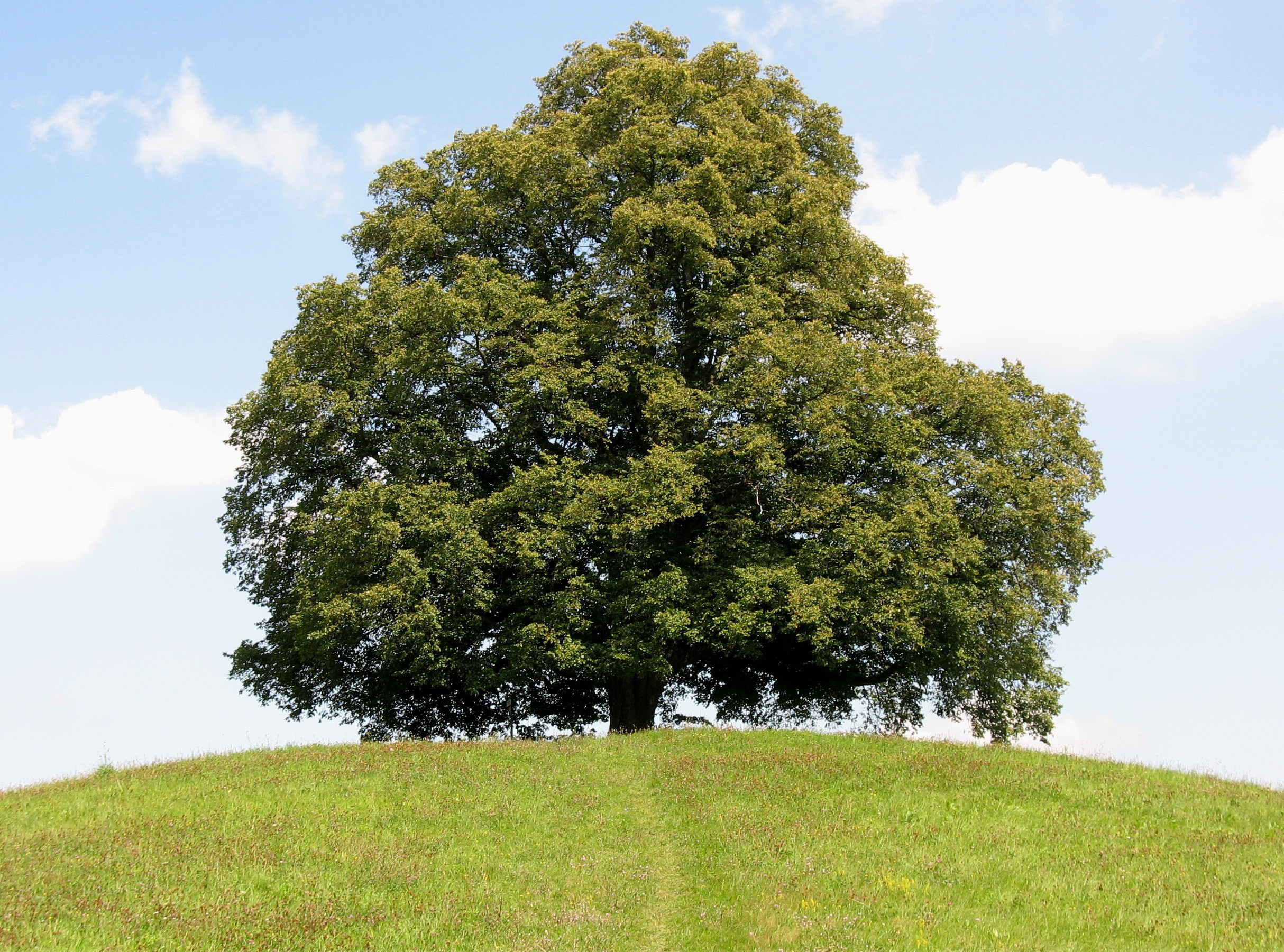
Naturdenkmal "Friedenslinde" in Reutlingen-Bronnweiler

Die Liste der Naturdenkmale im Landkreis Reutlingen nennt die Listen der in den Städten und Gemeinden im Landkreis Reutlingen gelegenen Naturdenkmale. Im Landkreis Reutlingen liegen Stand November 2024 insgesamt 155 flächenhafte Naturdenkmale (FND) und 396 als Naturdenkmal geschützte Einzelgebilde (END), darunter die Alte Ziegel-Linde in Reutlingen-Gönningen und die Karls- und Bärenhöhle in Sonnenbühl-Erpfingen.

## Naturdenkmale im Landkreis Reutlingen
Stand: 26. November 2024.
| Gemeinde              | Liste                                                        | Anzahl END | Anzahl FND | Gesamt |
| --------------------- | ------------------------------------------------------------ | ---------- | ---------- | ------ |
| Bad Urach             | Liste der Naturdenkmale in Bad Urach                         | 34         | 18         | 52     |
| Dettingen an der Erms | Liste der Naturdenkmale in Dettingen an der Erms             | 0          | 9          | 9      |
| Engstingen            | Liste der Naturdenkmale in Engstingen                        | 4          | 0          | 4      |
| Eningen unter Achalm  | Liste der Naturdenkmale in Eningen unter Achalm              | 21         | 6          | 27     |
| Gomadingen            | Liste der Naturdenkmale in Gomadingen                        | 17         | 4          | 7      |
| Grabenstetten         | Liste der Naturdenkmale in Grabenstetten                     | 4          | 1          | 5      |
| Hayingen              | Liste der Naturdenkmale in Hayingen                          | 14         | 1          | 15     |
| Hohenstein            | Liste der Naturdenkmale in Hohenstein (Landkreis Reutlingen) | 9          | 0          | 9      |
| Hülben                | Liste der Naturdenkmale in Hülben                            | 4          | 0          | 4      |
| Lichtenstein          | Liste der Naturdenkmale in Lichtenstein (Württemberg)        | 14         | 1          | 15     |
| Mehrstetten           | Liste der Naturdenkmale in Mehrstetten                       | 5          | 4          | 9      |
| Metzingen             | Liste der Naturdenkmale in Metzingen                         | 0          | 1          | 1      |
| Münsingen             | Liste der Naturdenkmale in Münsingen (Württemberg)           | 57         | 34         | 91     |
| Pfronstetten          | Liste der Naturdenkmale in Pfronstetten                      | 4          | 0          | 4      |
| Pfullingen            | Liste der Naturdenkmale in Pfullingen                        | 26         | 7          | 33     |
| Pliezhausen           | Liste der Naturdenkmale in Pliezhausen                       | 10         | 3          | 13     |
| Reutlingen            | Liste der Naturdenkmale in Reutlingen                        | 58         | 17         | 75     |
| Riederich             | Liste der Naturdenkmale in Riederich                         | 7          | 0          | 7      |
| Römerstein            | Liste der Naturdenkmale in Römerstein (Württemberg)          | 31         | 12         | 43     |
| Sonnenbühl            | Liste der Naturdenkmale in Sonnenbühl                        | 15         | 4          | 19     |
| St. Johann            | Liste der Naturdenkmale in St. Johann (Württemberg)          | 44         | 11         | 55     |
| Trochtelfingen        | Liste der Naturdenkmale in Trochtelfingen                    | 20         | 9          | 29     |
| Walddorfhäslach       | Liste der Naturdenkmale in Walddorfhäslach                   | 9          | 0          | 9      |
| Wannweil              | Liste der Naturdenkmale in Wannweil                          | 1          | 0          | 1      |
| Zwiefalten            | Liste der Naturdenkmale in Zwiefalten                        | 4          | 3          | 7      |
| Gutsbezirk Münsingen  | Liste der Naturdenkmale im Gutsbezirk Münsingen              | 0          | 2          | 2      |